# Крушевска конспирация
Крушевската или Шумковата конспирация е българска конспиративна организация, целяща вдигане на въстание на българите в Западна Македония, основана в 1868 година в град Крушево.

## История
Съзаклятието е създадено в 1868 година от директора на гръцките училища в Крушево Иван Шумков с помощта на Стоян Везенков. В същата година обаче, след освещаването на българската църква „Успение на Пресвета Богородица“, Шумков заминава за Русия, за да я снабди с богослужебни книги и църковни принадлежности и реално организацията е създадена след завръщането му в следната 1869 година. На път към Крушево, в село Бунево, Златишко, Шумков се среща с Васил Левски.
В конспиративната организация влизат предимно възрастни, улегнали крушевчани, тъй като Шумков няма доверие на младите, буйни глави. Участници са: Никола Петров, Секула Гьорев Церанец, Веле Секулов, Димитрия Велев, Ицо Карев, Хаджи Антон (Андон) За(м)фир, Тасе Кюмурджия, Илия Тошев, Иван Б. Шумков, Стойко Шумков, Петре Локвенец (Локвенов), Стойче Ангелов Кюркчия, Боце Бояджия, Наум Аврамовски, Стоян Ив. Везенков, братя Георги и Митруш Мочурци, поп Христо Попстефанов от Сопотница и Гьоре Велянов (баща на Димитър Велянов). Всички членове на конспирацията са въоръжени с турско оръжие, като сами си приготвят куршуми и фишеци. Нове Тарунаров от Вранещица, вуйчо на Иван Шумков, снабдява членовете на революционната група с барут.
Дейността на съзаклятието е умишлено ограничавана от Шумков, който вижда като цел на организацията поддържането на готовност за въоръжено участие в евентуално общо въстание или в Руско-турска война, но предимно поддържане на българщината и борба с гъркоманията. Стоян Везенков, недоволен от линията на конспирацията и смятащ, че революционното движение трябва да се масовизира, влиза във връзки с недоволни бегове турци и албанци и излага своя план на руския посланик граф Николай Игнатиев. Руският дипломат му дава пари за подкупване на турските и албански водачи. Везенков закупува ловджийски пушки, кучета, пищови, револвери със сребърна украса, дамски бижута и прочие и заминава за Малесията. Планът му се проваля след предателство и Везенков е принуден да бяга в Босна, от където заминава за Русия и Румъния.